# Hans Dekkers (cyclisme, 1928)
Pour les articles homonymes, voir Hans Dekkers et Dekkers.
Hans Dekkers (né le 16 juin 1928 à Helmond et mort le 31 août 1984 à Eindhoven) est un coureur cycliste néerlandais. Professionnel de 1951 à 1955, il a été champion des Pays-Bas sur route en 1952 et 1953, et vainqueur d'étape du Tour de France 1952.

## Palmarès
- 1949
  - Omloop der Kempen
  - 2e du championnat des Pays-Bas amateurs sur route
- 1950
  - 1re étape du Tour du Limbourg
  - 2e du championnat des Pays-Bas amateurs sur route
  - 2e du Tour du Limbourg
- 1951
  -  Champion des Pays-Bas sur route
  - Tour de Hollande-Septentrionale
- 1952
  -  Champion des Pays-Bas sur route
  - 19e étape du Tour de France
  - 5e étape du Tour des Pays-Bas
- 1953
  - Grand Prix de l'Escaut

## Résultats sur les grands tours

### Tour de France
2 participations
- 1951 : non-partant à la 15e étape
- 1952 : 60e, vainqueur de la 19e étape

### Tour d'Italie
- 1953 : abandon